# The Shoop Shoop Song (It’s in His Kiss)
«The Shoop Shoop Song (It’s in His Kiss)» — песня американского автора Руди Кларка. Наиболее известна в исполнении Бетти Эверетт в 1964 году и Шер в 1990 году, обе версии попали в американский хит-парад «Billboard Hot 100».
В 1963 году американская певица Бетти Эверетт записала песню, которая в следующем году вошла в её альбом «It’s In His Kiss», а также вышла как сингл. В США песня достигла шестой позиции в национальном хит-параде.
Песню также исполняло множество других музыкантов: Линда Ронстадт, Арета Франклин, The Supremes, Лулу. В фильме режиссёра Джеймса Тобака «На виду» (1983) звучит песня в исполнении Бетти Эверетт, под которую танцует Настасья Кински.

## Версия Шер
Шер записала свою версию песни для саундтрека Mermaids 1990 года. Песня в фильме сопровождала заключительные титры и американский релиз сингла совпал с ноябрьской премьерой фильма в 1990-м. Песня достигла #33 в Billboard Hot 100 и возглавила британский чарт на пять недель с продажами 520,000 копий, сделав сингл одним из самых успешных британских синглов в исполнении женщины 1990-х. Песня также стала её первым сольным британским #1. До этого Шер возглавляла чарт лишь однажды, в 1965 в составе дуэта Sonny & Cher с песней "I Got You Babe".
Песня также возглавила чарты Австрии, Ирландии, Новой Зеландии, Норвегии и Испании; сингл достиг #2 в Австралии и топ-10 в Бельгии, Франции, Германии, Нидерландах, Швеции и Швейцарии.
Успех сингла в Великобритании и Континентальной Европе позволил песне войти в издания альбома Love Hurts в тех странах. "The Shoop Shoop Song (It’s in His Kiss)" была также включена в канадское издание альбома, однако в США песня была недоступна на альбомах Шер до 1999 года, появившись на альбоме If I Could Turn Back Time: Cher's Greatest Hits.

## Музыкальное видео
Оригинальное видео было выпущено в рамках промокампании фильма «Русалки». В клипе Шер и Вайнона Райдер с Кристиной Риччи, которые играли её дочерей в фильме, находятся в музыкальной студии, одетые в стиле 60-х. Их танец сопровождается кадрами из фильма. Ближе к концу видео Шер и девочек показывают расписывающими стены в переулке.
После того, как «Русалки» перестал идти в кинопрокате, было выпущено новое видео, из которого были удалены сцены из фильма.

## Список композиций
World wide CD Single
1. The Shoop Shoop Song (It's in His Kiss)  [2:51]
2. Baby I'm Yours
3. We All Sleep Alone

U.S. Promo CD
1. The Shoop Shoop Song (It's in His Kiss)  [2:51]

### Официальные версии
- Obsession Mix (8:21)
- Crush Mix (8:19)
- Ventura Party Dub (6:45)
- Ventura Radio Edit (4:03)
- Ventura Party Mix (6:31)